# Rana pseudodalmatina
Rana pseudodalmatina là một loài ếch trong họ Ranidae. Chúng là loài đặc hữu của Iran.
Các môi trường sống tự nhiên của chúng là rừng ôn đới, vùng đồng cỏ ôn đới, và sông.